# Mala Paukova
Mala Paukova is een plaats in de gemeente Sunja in de Kroatische provincie Sisak-Moslavina. De plaats telt 69 inwoners (2001).